# Championnat de France de basket-ball de Nationale masculine 1 2019-2020
Navigation
2018-2019 2020-2021
La saison 2019-2020 du championnat de France de basket-ball de Nationale 1 est la 71e édition du championnat de France de basket-ball de Nationale masculine 1. La NM1 est le troisième plus haut niveau du championnat de France de basket-ball. Trente-quatre clubs participent à la compétition, plus haut niveau amateur de basket-ball de l'hexagone, sous la direction de la FFBB.
Le championnat s'arrête brutalement à la suite de la pandémie de Covid-19, ne sacrant aucune équipe.

## Formule de la compétition
Pour la deuxième édition, la compétition est organisée en trois phases distinctes.
Lors de la première phase, les équipes sont réparties en deux poules géographiques (poule A et poule B) et affrontent tous les adversaires de la poule en match aller-retour. Chaque équipe joue donc 26 matchs, étalés de fin septembre à début mars.
La deuxième phase débute ensuite avec trois groupes. Le groupe A rassemble les équipes qui ont terminé aux cinq premières places de chacune des deux poules. Le groupe B contient également dix équipes, celles qui ont terminé entre la 6e et la 10e place de chaque poule. Enfin, les quatre dernières équipes de chaque poule sont reversées dans le groupe C qui ne compte donc que huit équipes. Dans chacun des groupes, chaque équipe n’affronte que les équipes issues de l’autre poule, là aussi en match aller-retour. Les résultats face aux équipes de la même poule qui se retrouvent dans le même groupe sont conservés.
À la fin de cette phase, l'équipe terminant première du groupe A est directement promue en Pro B. Les autres équipes du groupe A et les sept premières équipes du groupe B sont qualifiées pour les playoffs d'accession. Ils se déroulent sous forme d'un tournoi à élimination directe dont le tableau est intégralement déterminé par le classement. Les huitièmes et quarts de finale sont organisés sur un même week-end. Les équipes classées 2e, 3e, 4e et 5e du groupe A accueillent chacune un plateau. Les demi-finales et la finale se disputent au meilleur des 3 matches. L'équipe vainqueur de la finale accède à la Pro B. Les accessions à la Pro B sont cependant soumises à des conditions de participation au championnat professionnel qui peuvent empêcher une équipe de monter.
Les quatre dernières équipes du groupe C, à l’exception du Centre fédéral de basket-ball sont sportivement reléguées en Nationale 2.

## Clubs participants
| \| Orchies Mulhouse-P. Besançon Andrézieux-B. Chartres Rueil Feurs C. fédéral Avignon-Le P. Pont-de-C. Kaysersberg A. St-Vallier La Charité Épinal Boulogne Toulouse Le Havre Dax-Gamarde Vanves Tours Tarbes Caen La Rochelle Lorient Angers Challans Bordeaux Vitré \| Localisation des clubs engagés dans le championnat. |
| Orchies Mulhouse-P. Besançon Andrézieux-B. Chartres Rueil Feurs C. fédéral Avignon-Le P. Pont-de-C. Kaysersberg A. St-Vallier La Charité Épinal Boulogne Toulouse Le Havre Dax-Gamarde Vanves Tours Tarbes Caen La Rochelle Lorient Angers Challans Bordeaux Vitré                                                           |

| Club                           | Classement 2018-2019 | Phase finale       | Salle                                           | Capacité  | Ville                      | Poule |
| ------------------------------ | -------------------- | ------------------ | ----------------------------------------------- | --------- | -------------------------- | ----- |
| Caen BC                        | 17e Pro B            | -                  | Palais des sports de Caen                       | 3 000     | Caen                       | A     |
| C' Chartres                    | 18e Pro B            | -                  | Halle Jean-Cochet                               | 1 096     | Chartres                   | B     |
| STB Le Havre                   | 2e                   | Finale             | Salle des Docks Océane                          | 3 528     | Le Havre                   | A     |
| JSA Bordeaux                   | 3e                   | Quart de finale    | Palais des sports de Bordeaux                   | 2 700     | Bordeaux                   | A     |
| Saint-Vallier BD               | 5e                   | Demi-finale        | Complexe sportif des deux Rives                 | 2 132     | Saint-Vallier              | B     |
| Vendée Challans Basket         | 6e                   | Quart de finale    | Salle Michel-Vrignaud                           | 3 200     | Challans                   | A     |
| Rueil AC                       | 7e                   | Quart de finale    | Stadium                                         | 1 200     | Rueil-Malmaison            | B     |
| SOM Boulogne                   | 8e                   | Demi-finale        | Palais des sports Damrémont                     | 1 650     | Boulogne-sur-Mer           | A     |
| BC Orchies                     | 9e                   | Quart de finale    | Davo Pévèle Arena                               | 5 026     | Orchies                    | B     |
| La Charité Basket 58           | 10e                  | Huitième de finale | Centre sportif Georges-Picq                     | 690       | La Charité-sur-Loire       | B     |
| Étoile Angers Basket           | 11e                  | Huitième de finale | Salle Jean-Bouin                                | 3 700     | Angers                     | A     |
| Union Tours BM                 | 12e                  | Huitième de finale | Halle Monconseil                                | 1 500     | Tours                      | A     |
| Aurore de Vitré                | 14e                  | Huitième de finale | Salle de la Poultière                           | 1 499     | Vitré                      | A     |
| Toulouse BC                    | 15e                  | Huitième de finale | Petit palais des sports                         | 1 860     | Toulouse                   | A     |
| Stade rochelais Rupella        | 16e                  | Huitième de finale | Salle Gaston-Neveur                             | 1 994     | La Rochelle                | A     |
| EF Feurs                       | 18e                  | -                  | Forezium André-Delorme                          | 1 500     | Feurs                      | B     |
| Kaysersberg-Ammerschwihr BCA   | 19e                  | -                  | Salle Théo-Faller                               |           | Kaysersberg                | B     |
| Besançon AC                    | 20e                  | -                  | Gymnase des Montboucons                         |           | Besançon                   | B     |
| CEP Lorient                    | 21e                  | -                  | Salle Kervaric                                  | 3 800     | Lorient                    | A     |
| Union Tarbes-Lourdes PB        | 22e                  | -                  | Palais des sports du quai de l'Adour            | 1 650     | Tarbes                     | A     |
| ALS Basket Andrézieux-Bouthéon | 23e                  | -                  | Palais des Sports                               | 2 730     | Andrézieux-Bouthéon        | B     |
| GET Vosges (repêché)           | 24e                  | -                  | Palais des Sports                               | 2 300     | Épinal                     | B     |
| Centre fédéral                 | 27e                  | -                  | Salle Marie-Thérèse-Eyquem                      | 300       | Paris                      | B     |
| Dax Gamarde basket 40          | 1er B, NM2           | Champion           | Arènes de Gamarde-les-Bains Salle Maurice-Boyau | 2 000 640 | Dax Gamarde-les-Bains Goos | A     |
| Stade de Vanves                | 1er C, NM2           | Finale             | Salle André Roche                               | 500       | Vanves                     | A     |
| SO Pont-de-Chéruy CC           | 1er A, NM2           | Demi-finale        | Salle Stéphane                                  | ??        | Pont-de-Chéruy             | B     |
| Mulhouse-Pfastatt Basket       | 1er D, NM2           | Demi-finale        | Palais des Sports de Mulhouse                   | 700       | Mulhouse                   | B     |
| US Avignon-Le Pontet           | 2e A, NM2            | Quart de finale    | COSEC Jacques Moretti                           | 1 600     | Avignon Le Pontet          | B     |

1. ↑  Le GET Vosges bénéficie de la rétrogradation de Sorgues en Nationale 2[2].
2. ↑  Le Centre Fédéral ne peut pas être relégué.
3. ↑  L'US Avignon-Le Pontet bénéficie de la rétrogradation de Charleville-Mézières en Nationale 2[3].

## Première phase

### Classements de la première phase

#### Poule A
| Rang | Équipe         | Pts   | J  | G  | P  | Pp   | Pc   | Diff |
| ---- | -------------- | ----- | -- | -- | -- | ---- | ---- | ---- |
| 1    | Angers         | 46    | 26 | 20 | 6  | 2137 | 1922 | 215  |
| 2    | Tours          | 44    | 26 | 18 | 8  | 2103 | 1961 | 142  |
| 3    | Le Havre       | 44    | 26 | 18 | 8  | 2098 | 1947 | 151  |
| 4    | Boulogne       | 43    | 26 | 17 | 9  | 2017 | 1876 | 141  |
| 5    | Caen R         | 41    | 26 | 15 | 11 | 1962 | 1849 | 113  |
| 6    | Bordeaux       | 39    | 26 | 13 | 13 | 2015 | 2006 | 9    |
| 7    | Vitré          | 39    | 26 | 13 | 13 | 1961 | 1950 | 11   |
| 8    | Dax-Gamarde P  | 37    | 26 | 11 | 15 | 1890 | 1996 | -106 |
| 9    | Tarbes-Lourdes | 37    | 26 | 11 | 15 | 1801 | 1840 | -39  |
| 10   | Toulouse       | 36    | 26 | 10 | 16 | 1933 | 2032 | -99  |
| 11   | Challans       | 36 -2 | 26 | 12 | 14 | 1823 | 1842 | -19  |
| 12   | La Rochelle    | 36    | 26 | 10 | 16 | 1832 | 2007 | -175 |
| 13   | Vanves P       | 33    | 26 | 7  | 19 | 1887 | 2043 | -156 |
| 14   | Lorient        | 31 -2 | 26 | 7  | 19 | 1652 | 1840 | -188 |

#### Poule B
| Rang | Équipe              | Pts   | J  | G  | P  | Pp   | Pc   | Diff |
| ---- | ------------------- | ----- | -- | -- | -- | ---- | ---- | ---- |
| 1    | Chartres R          | 49    | 26 | 23 | 3  | 2291 | 2009 | 282  |
| 2    | Saint-Vallier       | 46    | 26 | 20 | 6  | 2198 | 1975 | 223  |
| 3    | Pont-de-Chéruy P    | 44    | 26 | 18 | 8  | 2194 | 1994 | 200  |
| 4    | Rueil               | 44    | 26 | 18 | 8  | 2348 | 2105 | 243  |
| 5    | Avignon-Le Pontet P | 42    | 26 | 16 | 10 | 2036 | 1914 | 122  |
| 6    | La Charité          | 40    | 26 | 14 | 12 | 2229 | 2287 | -58  |
| 7    | Andrézieux-Bouthéon | 39    | 26 | 13 | 13 | 1993 | 1934 | 59   |
| 8    | Mulhouse-Pfastatt P | 39    | 26 | 13 | 13 | 2096 | 2039 | 57   |
| 9    | Épinal              | 37 -1 | 26 | 12 | 14 | 2089 | 2117 | -28  |
| 10   | Orchies             | 37 -4 | 26 | 15 | 11 | 2085 | 2002 | 83   |
| 11   | Besançon            | 34    | 26 | 8  | 18 | 1982 | 2185 | -203 |
| 12   | Feurs               | 32    | 26 | 6  | 20 | 1974 | 2187 | -213 |
| 13   | Kaysersberg         | 32    | 26 | 6  | 20 | 2058 | 2185 | -127 |
| 14   | Centre fédéral      | 26    | 26 | 0  | 26 | 1585 | 2225 | -640 |

- Relégation en NM2
- R : Relégué de Pro B en 2019
- P : Promu de NM2 en 2019

1. ↑  Challans perd ses deux premiers matchs sur tapis vert pour avoir fait jouer un joueur suspendu[4].
2. ↑  Lorient perd ses deux premiers matchs sur tapis vert pour avoir fait jouer un joueur suspendu[4].
3. ↑  Épinal est sanctionné d'un point de pénalité pour des irrégularités financières[5].
4. ↑  Orchies est sanctionné de quatre points de pénalité pour des irrégularités financières[5].

### Matches de la première phase

#### Poule A
| Résultats (dom.\ext.)                                              | ANG    | BOR     | BOU    | CAE   | CHA   | DAX     | LAR   | LEH   | LOR   | TAR    | TLS   | TOU   | VAN    | VIT    |
| Angers                                                             |        | 88-84   | 96-91  | 78-70 | 81-68 | 80-57   | 90-71 | 78-89 | 77-73 | 86-82  | 84-69 | 84-72 | 73-59  | 100-57 |
| Bordeaux                                                           | 83-98  |         | 80-67  | 81-84 | 0-0   | 62-71   | 73-71 | 77-86 | 90-73 | 93-75  | 77-68 | 82-88 | 100-69 | 79-74  |
| Boulogne                                                           | 70-66  | 88-65   |        | 66-68 | 61-75 | 82-61   | 76-53 | 74-67 | 72-67 | 62-53  | 57-66 | 72-66 | 80-55  | 64-75  |
| Caen                                                               | 69-73  | 75-73   | 70-84  |       | 72-79 | 85-73   | 90-72 | 78-82 | 78-68 | 84-72  | 97-58 | 65-70 | 90-67  | 83-55  |
| Challans                                                           | 81-94  | 67-79   | 79-68  | 68-54 |       | 88-68   | 89-77 | 69-62 | 81-74 | 0-0    | 51-78 | 92-94 | 85-81  | 65-61  |
| Dax-Gamarde                                                        | 71-76  | 72-75   | 78-66  | 73-70 | 65-63 |         | 76-66 | 75-85 | 72-54 | 91-76  | 72-69 | 60-62 | 66-64  | 77-90  |
| La Rochelle                                                        | 75-73  | 83-77   | 76-92  | 63-72 | 91-87 | 86-78   |       | 79-94 | 85-82 | 74-73  | 70-71 | 88-74 | 80-75  | 80-64  |
| Le Havre                                                           | 81-75  | 85-73   | 92-96  | 70-72 | 87-72 | 68-75   | 90-65 |       | 73-55 | 107-88 | 89-71 | 86-82 | 79-73  | 71-64  |
| Lorient                                                            | 61-82  | 77-74   | 64-100 | 60-80 | 74-58 | 61-69   | 0-0   | 85-79 |       | 56-59  | 66-59 | 70-75 | 84-83  | 70-82  |
| Tarbes-Lourdes                                                     | 88-100 | 87-94   | 82-87  | 81-61 | 79-67 | 78-71   | 85-67 | 72-67 | 0-0   |        | 89-82 | 75-83 | 75-66  | 74-60  |
| Toulouse                                                           | 65-73  | 89-80   | 85-102 | 58-73 | 89-85 | 98-84   | 82-69 | 80-85 | 74-84 | 63-56  |       | 79-91 | 79-77  | 96-80  |
| Tours                                                              | 76-75  | 90-69   | 71-76  | 92-87 | 79-88 | 123-113 | 77-70 | 87-72 | 87-39 | 74-61  | 80-73 |       | 84-55  | 84-87  |
| Vanves                                                             | 105-87 | 73-80   | 87-76  | 69-76 | 89-78 | 81-60   | 76-59 | 74-88 | 73-88 | 59-58  | 75-69 | 77-81 |        | 58-86  |
| Vitré                                                              | 55-70  | 108-115 | 79-88  | 64-59 | 85-88 | 88-62   | 91-62 | 58-64 | 78-67 | 86-83  | 86-63 | 66-61 | 82-67  |        |
| - Victoire à domicile - Victoire à l'extérieur - Match non disputé |        |         |        |       |       |         |       |       |       |        |       |       |        |        |

1. ↑  Match gagné par Bordeaux sur tapis vert.
2. ↑  Match gagné par Tarbes-Lourdes sur tapis vert.
3. ↑  Match gagné par La Rochelle sur tapis vert.
4. ↑  Match gagné par Tarbes-Lourdes sur tapis vert.

#### Poule B
| Résultats (dom.\ext.)                                              | AND     | AVI   | BES    | CFBB   | CHR   | EPI    | FEU    | KAY    | LAC    | MUL   | ORC    | PON    | RUE     | STV    |
| Andrézieux-Bouthéon                                                |         | 56-61 | 92-70  | 88-60  | 71-90 | 59-61  | 78-68  | 76-66  | 93-76  | 74-61 | 70-72  | 74-85  | 78-82   | 75-82  |
| Avignon-Le Pontet                                                  | 72-76   |       | 93-77  | 93-55  | 68-77 | 91-70  | 80-78  | 107-72 | 91-96  | 83-69 | 60-59  | 83-79  | 86-90   | 78-83  |
| Besançon                                                           | 70-66   | 68-82 |        | 88-61  | 74-79 | 94-84  | 85-68  | 82-77  | 75-90  | 70-85 | 82-90  | 72-76  | 69-102  | 87-76  |
| Centre fédéral                                                     | 47-88   | 57-65 | 66-80  |        | 63-97 | 63-80  | 81-83  | 61-90  | 86-91  | 54-86 | 62-79  | 54-69  | 45-89   | 55-100 |
| Chartres                                                           | 87-67   | 73-70 | 101-87 | 76-60  |       | 89-69  | 98-81  | 92-85  | 96-76  | 73-54 | 84-77  | 97-93  | 112-93  | 100-54 |
| Épinal                                                             | 54-69   | 67-73 | 93-57  | 83-72  | 92-82 |        | 88-63  | 95-75  | 101-96 | 88-86 | 90-76  | 76-80  | 93-89   | 77-85  |
| Feurs                                                              | 73-81   | 80-78 | 79-84  | 64-59  | 76-83 | 97-86  |        | 84-66  | 84-90  | 83-96 | 80-81  | 62-101 | 77-93   | 67-76  |
| Kaysersberg-Ammerschwihr                                           | 98-86   | 79-82 | 81-67  | 94-63  | 79-84 | 79-86  | 67-76  |        | 113-83 | 68-89 | 97-94  | 69-79  | 69-77   | 77-79  |
| La Charité                                                         | 93-87   | 70-79 | 88-74  | 94-84  | 90-94 | 80-71  | 94-82  | 111-98 |        | 79-84 | 102-95 | 83-80  | 104-100 | 81-88  |
| Mulhouse-Pfastatt                                                  | 101-104 | 64-68 | 72-62  | 83-51  | 86-85 | 98-86  | 81-71  | 94-73  | 85-74  |       | 85-86  | 92-76  | 75-87   | 82-90  |
| Orchies                                                            | 79-60   | 80-84 | 81-70  | 84-65  | 73-84 | 85-73  | 80-73  | 79-66  | 87-56  | 86-62 |        | 90-89  | 87-88   | 62-86  |
| Pont-de-Chéruy                                                     | 86-71   | 79-73 | 104-87 | 88-46  | 86-64 | 79-70  | 101-89 | 81-71  | 83-75  | 88-74 | 78-87  |        | 93-81   | 82-78  |
| Rueil                                                              | 71-78   | 86-71 | 98-89  | 110-57 | 89-97 | 112-79 | 90-67  | 89-73  | 75-80  | 98-76 | 77-69  | 91-90  |         | 92-84  |
| Saint-Vallier                                                      | 69-76   | 74-64 | 96-62  | 83-58  | 96-97 | 87-77  | 88-69  | 89-76  | 102-76 | 82-70 | 79-67  | 85-67  | 107-99  |        |
| - Victoire à domicile - Victoire à l'extérieur - Match non disputé |         |       |        |        |       |        |        |        |        |       |        |        |         |        |

## Deuxième et troisième phases
Lors de la deuxième phase, les équipes qui se sont déjà affrontées lors de la phase 1 ne se rencontrent pas à nouveau mais conservent les résultats directs acquis lors de la phase 1. Le premier du groupe A est sacré champion de Nationale Masculine 1 et est directement promu en Pro B. Les autres équipes du groupe A ainsi que les 7 premières du groupe B se qualifient pour les playoffs d'accession. Les 4 derniers du groupe C sont relégués en Nationale Masculine 2 la saison suivante.
La troisième phase est une phase à élimination directe.Les huitièmes et quarts de finale sont organisés sur un même week-end. Les équipes classées 2e, 3e, 4e et 5e du groupe A accueillent chacune un plateau. Les demi-finales et la finale se disputent au meilleur des 3 matches. La rencontre « aller » et l'éventuelle belle se disputent dans la salle de l'équipe la mieux classé, la rencontre « retour » se déroule chez la formation la moins bien classée. 
Le vainqueur des play-offs obtient sa qualification pour la Pro B.

### Arrêt du championnat
Le 12 mars 2020, la FFBB décide de reporter ses compétitions de clubs jusqu'au 31 mars 2020 en raison de la pandémie de Covid-19. Le 29 mars 2020, la FFBB acte l'arrêt complet de la compétition. En conséquence :
- le championnat est arrêté à la 26e journée de la phase 1 (dernière journée complète jouée) ;
- aucun titre de champion n'est décerné ;
- aucune relégation ni promotion, sauf dans le cas suivant ;
- en cas de reprise du secteur professionnel, les deux clubs relégués de Pro B seront remplacés par les deux premiers au ranking fédéral de NM1 (Chartres et Angers), sous réserve du respect des obligations liées à l'accession en Pro B ;
- en cas de poule incomplète : accession d'autant d'équipes de NM2 que nécessaire, après application du ranking fédéral.

### Réactions des clubs
Le 13 avril 2020, à la suite de l'annonce de l'arrêt du championnat, le club de Feurs demande sa rétrogradation en NM2 afin de garantir la pérennité financière du club. Ils sont imités le 27 avril 2020 par le club de La Charité.